# Collegium Maius (Cracòvia)
El Collegium Maius (en llatí "Gran Col·legi") situat al nucli antic de Cracòvia, Polònia, és l'edifici més antic de la Universitat Jagellònica, que data del segle XIV. Es troba a la cantonada de la ulica Jagiellońska (carrer Jagiellon) i la ulica Świętej Anny (carrer de Santa Anna) prop de la plaça principal del centre històric de la ciutat. Collegium Maius és la ubicació del Museu de la Universitat Jagellònica (en polonès Muzeum Uniwersytetu Jagiellońskiego), un museu registrat establert per iniciativa del Prof. Karol Estreicher després d'unes restauracions meticuloses que van durar des de 1949 fins a 1964, que van tornar l'edifici al seu aspecte original d'abans de 1840.

## Història

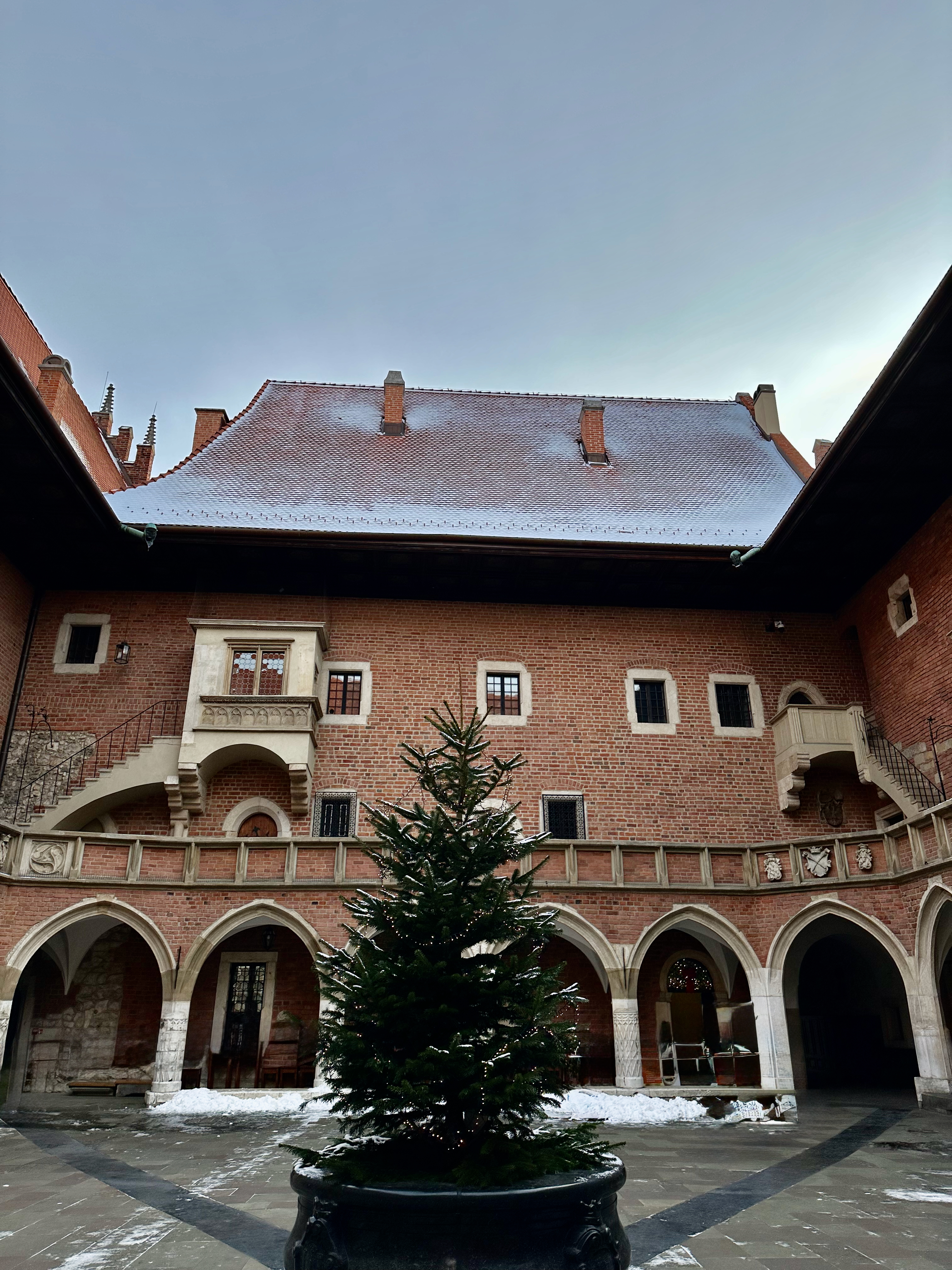
Pati

La primera universitat de Polònia, aleshores de 36 anys, coneguda en aquell moment com a Akademia krakowska (Acadèmia de Cracòvia), es va traslladar a l'edifici en algun moment del segle XIV després que el rei Ladislau II Jagelló l'hagués comprat amb fons llegats per la seva difunta esposa, la reina Eduvigis.
El Collegium Maius va ser reconstruït a finals del segle XV com una estructura gòtica tardana que envoltava un gran pati vorejat d'arcades. L'any 1517 es va construir un pou al centre del pati. Els professors vivien i treballaven a dalt, mentre que les conferències es feien a baix.
A la dècada de 1490, el Collegium Maius comptava entre els seus estudiants Nicolaus Copèrnic, l'astrònom renaixentista i erudit que revolucionaria les idees europees sobre l'univers.

## Importància cultural
El Museu Collegium Maius inclou sales de conferències, sales comunes, despatxos de professors, una biblioteca i un tresor que conté maces gòtiques dels rectors i el globus terraqüi jagelló. Les exposicions també inclouen instruments científics medievals, globus terraqüis, pintures, objectes de col·lecció, mobles, monedes i medalles.
- Stuba Communis (sala de professors) al Collegium
- Collegium Maius Sala d'Actes
- La Sala de la Biblioteca Antiga

## Directors del Museu de la Universitat Jagellònica
- Karol Estreicher (1951–1976)
- Stanisław Waltoś (1977–2011)
- Krzysztof Stopka (des de 2012)